# Als vrome christenen leven
Als vrome christenen leven (ondertitel: Een tijdsbeeld) is een hoorspel van Will Barnard. De NCRV zond het uit op maandag 4 april 1966. De regisseur was Wim Paauw. De uitzending duurde 71 minuten.

## Rolbezetting
- Jos van Turenhout (Gillis Loefszn. & tweede koopman)
- Tonnie Foletta (Arent Dirkszn.)
- Tine Medema (Bertken Cornelis’ dochter)
- Johan Schmitz (Dr. Franciscus Junius)
- Dick Scheffer (Hendrik, heer van Brederode)
- Huib Orizand (Lodewijk, graaf van Nassau)
- Frans Kokshoorn (eerste ruiter & tweede edelman)
- Carol van Herwijnen (tweede ruiter & eerste edelman)
- Dogi Rugani (Anna van Saksen)
- Elly den Haring (Martha, haar gezelschapsdame)
- Lex Schoorel (eerste lakei)
- Erik Plooyer (Charles, jhr. van Belleneuf)
- Louis de Bree (Antonis de Hoon, pastoor van Breda)
- Piet Ekel (Adam van de Kessel, schout van Breda, & tweede lakei)
- Bert van der Linden (graaf van Egmont)
- Robert Sobels (Willem, prins van Oranje)
- Péronne Hosang (Margaretha van Parma)
- Jan Borkus (eerste koopman)

## Inhoud
De titel van dit spel is ontleend aan de voorlaatste strofe van het oude Wilhelmuslied. De tijd waarin de handeling zich afspeelt is die welke onmiddellijk aan de Beeldenstorm en het uitbreken van de op opstand tegen Spanje voorafging. Het absolutistische streven van Filips II en de geloofsvervolging hadden in de Nederlanden een klimaat van ontevredenheid en verzet geschapen dat zich weldra zou ontladen in een aantal beslissende gebeurtenissen. De belangrijkste van deze - vóór de komst van Alva - was het Eedverbond der Edelen, gesloten in 1565. Eén der voormannen was Hendrik van Brederode, medeontwerper van het Compromis van Filips van Marnix van Sint-Aldegonde. Enkele maanden later had de aanbieding van het Smeekschrift plaats waarin schorsing en verzachting der plakkaten tegen de ketters werden gevraagd. Eén der raadslieden van de landvoogdes zou bij die gelegenheid smalend gesproken hebben over “de beaux gueux”. Waarom de edelen voor bedelaars zijn uitgemaakt en zij zich met de naam geuzen sierden, is nooit geheel achterhaald. Het “Vive le gueux” werd de strijdroep van alle tegenstanders van het Spaanse bewind.
Dit hoorspel werd in opdracht van de NCRV geschreven, mede ter herdenking van het feit dat het op 5 april 1966 vierhonderd jaar geleden was dat het Smeekschrift werd aangeboden.